# Bourdeaux
Bourdeaux är en kommun i departementet Drôme i regionen Auvergne-Rhône-Alpes i sydöstra Frankrike. Kommunen ligger i kantonen Bourdeaux som tillhör arrondissementet Die. År 2022 hade Bourdeaux 682 invånare.

## Befolkningsutveckling
Antalet invånare i kommunen Bourdeaux
Referens:INSEE